# ハンター式
ハンター式(Hunterian system)とは、インドの固有名詞をラテン文字で表記するための翻字方式のひとつ。IASTと異なって子音の表記にダイアクリティカルマークを使用しないため、複数の子音が同じ文字に翻字される欠点があるものの、広く使われている。
IASTが学者むけであるのに対し、ハンター式は行政用の固有名詞の翻字方式と言える。

## 歴史
ウィリアム・ウィルソン・ハンターは、『インド帝国地誌』(Imperial Gazetteer of India、1881年初版)の編纂にあたって、統一翻字方式を提案した。ハンターの案は早く1869年7月にできていたが、多少の変更の上で1870年に承認され、1871年に『インド固有名詞正書法ガイド』として出版された。
- Guide to the Orthography of Indian Proper Names. Calcutta: Government of India. (1871)

ハンターは当時あったいくつかの翻字方法から、ウィリアム・ジョーンズの方式、すなわち母音はイタリア語風に、子音は英語風に、という原則を採用した。長母音はアキュートアクセントで（のちに、1908年の新版『インド帝国地誌』ではマクロンを使うように改訂）表される。しかし、この方式は英語圏の人間に理解できないダイアクリティカルマークを多用する欠点があり、ハンターはダイアクリティカルマークの使用を最小限にとどめようとした。
『インド帝国地誌』に使われた翻字方式は後に考案者名にしたがってハンター式と呼ばれた。日本の国土地理院に相当するインド測量庁はハンター式を採用し、『地誌学ハンドブック』(Handbook of Topography、1911年初版)の第6章において『インド帝国地誌』に記されたつづりを権威あるものと認めた。インドが独立した後も『インド帝国地誌』のつづりは権威であり続け、その意味でハンター式は公式の地名翻字方式と言える。しかしこの方式が時代おくれであることは認識されている。
その後、外名を内名に変える（ボンベイからムンバイへの変更など）ことはあったが、これは翻字方式が変わったわけではない。
パキスタンやバングラデシュでも同様にハンター式が使われ続けているという。

## 一覧表
『インド帝国地誌』には翻字方法自身は記されていないので、ここでは『地誌学ハンドブック』第6章の附属書Bに従う。
|        | अ | आ | इ | ई | उ | ऊ | ए | ऐ  | ओ | औ  | अं  |
| IAST   | a | ā | i | ī | u | ū | e | ai | o | au | aṃ |
| Hunter | a | ā | i | ī | u | ū | e | ai | o | au | an |

|        | क  | ख   | ग  | घ   | ङ  | च   | छ    | ज  | झ   | ञ  |
| IAST   | ka | kha | ga | gha | ṅa | ca  | cha  | ja | jha | ña |
| Hunter | ka | kha | ga | gha | na | cha | chha | ja | jha | na |

|        | ट  | ठ   | ड  | ढ   | ण  | त  | थ   | द  | ध   | न  |
| IAST   | ṭa | ṭha | ḍa | ḍha | ṇa | ta | tha | da | dha | na |
| Hunter | ta | tha | da | dha | na | ta | tha | da | dha | na |

|        | प  | फ   | ब  | भ   | म  | य  | र  | ल  | व     | श   | ष   | स  | ह  | क्ष   | ज्ञ  |
| IAST   | pa | pha | ba | bha | ma | ya | ra | la | va    | śa  | ṣa  | sa | ha | kṣa  | jña |
| Hunter | pa | pha | ba | bha | ma | ya | ra | la | va/wa | sha | sha | sa | ha | ksha | gya |

|        | क़  | ख़   | ग़   | ज़  |     | ड़  | ढ़   | फ़  |
|        | ق  | خ   | غ   | ز  | ژ   |    |     | ف  |
| Hunter | qa | kha | gha | za | zha | ra | rha | fa |

ch chh sh gy などのつづりはIASTと大きく異なる。
そり舌音と歯音、m以外の鼻音、ś ṣ、r ṛ、rh ṛhなどが区別されない。kh gh も2種類の音を表す。

## 影響
ブータンのゾンカ語で1997年に採用された地名用の翻字方式は、chh のつづりを使っていて、ハンター式の影響が見える。
ミゾ語（ルシャイ語）の正書法はラテン文字を使用しているが、もともとJames Herbert LorrainとFrederick William Savidgeという宣教師がハンター式を元に考案したものである。
UNGEGNでは、ハンター式を元にして、ダイアクリティカルマークを加えて異なる音を区別しようとしている。